# Debenture
Debenture (urspr. av latinets debére, vara skyldig), skuldförbindelse liknande en obligation. Debentures finns av två slag; secured debenture där en viss säkerhet ställts och unsecured debenture även kallad participating debenture (av engelskans delaktig). De debentures som utgavs av Kreuger & Toll AB, där debenturen blev mest känd, hade en fastställd ränta på 5 procent samt en tilläggsränta av 1 procent för varje procent som utdelningen på bolagets aktier översteg 5 procent. Räntan var skattefri. Systemet med participating debentures anses vara en värdepapperskonstruktion skapad av Ivar Kreuger.